# Smogus (ep)
Smogus is de tweede ep van de Nederlandse nu-metalband Smogus. De ep werd op 2 augustus 2002 uitgebracht door BMG Nederland. De ep werd opgenomen in 2002 en zou een voorproefje zijn van een volgend album getiteld Nasty, maar dat album kwam er nooit door problemen met het platenlabel. Het album bevat een opnieuw opgenomen versie van Go Away / Let Me Be, dat al eerder werd uitgebracht op de ep SmoguS/Griffin.

## Tracklist
- 1. Nasty
- 2. Move On
- 3. Don't Care
- 4. Last Time
- 5. Let Me Be
- 6. This Is Who We Are

## Trivia
- Voor het nummer Nasty werd een videoclip uitgebracht.